# Dicrurus megarhynchus
Dicrurus megarhynchus là một loài chim trong họ Dicruridae.